# Gémages
Gémages (fil) är en kommun i departementet Orne i regionen Normandie i nordvästra Frankrike. Kommunen ligger i kantonen Le Theil som tillhör arrondissementet Mortagne-au-Perche. År 2018 hade Gémages 118 invånare.

## Befolkningsutveckling
Antalet invånare i kommunen Gémages
| Referens: INSEE |